# Carpococcyx radiceus
El cuco terrestre de Borneo o cuclillo terrestre (Carpococcyx radiceus) es una especie de ave cuculiforme de la familia Cuculidae endémica de la isla de Borneo. En el pasado se le consideraba conespecífico del cuco terrestre de Sumatra.

## Distribución y hábitat
Como su propio nombre indica, es una especie endémica de la isla de Borneo, por lo que se encuentra en los tres países que se la dividen Brunéi, Malasia y Indonesia. Su hábitat natural son las selvas húmedas. 
Se alimenta de insectos en el suelo de las selvas de la isla de Borneo pero duerme y anida en los árboles, dónde cría a sus pollos.